# Crisis autista
La crisis autista describe una reacción intensa y frecuentemente incontrolable ante situaciones abrumadoras que enfrentan algunos individuos en el espectro del autismo. 'Irritabilidad' o 'berrinche' o rabieta son los términos que históricamente se han utilizado para describir este comportamiento.
Las explosiones de ira en personas con autismo se han denominado 'crisis', las cuales se manifiestan como una reacción intensa. Estas están asociadas al nivel de madurez y pueden intensificarse con la edad.
No existe una distinción científicamente acordada entre un colapso y una rabieta. En la literatura, estos términos se utilizan a menudo de manera intercambiable o dependiendo de la población estudiada.   Las rabietas son normales en el desarrollo, pero en los niños neurotípicos, su frecuencia disminuye conforme el niño crece. Sin embargo, en los niños autistas, las crisis pueden persistir más tiempo y, en un tercio de los casos, empeoran con la edad del niño.
Luke Beardon sostiene que una crisis autista es una 'respuesta intensa al agobio'. No hay un consenso general sobre la distinción entre una rabieta y una crisis, considerando que las rabietas son principalmente verbales (gritos, llantos) y las crisis incluyen un componente físico (como comportamientos violentos). Las crisis autistas no son manipuladoras y surgen de un estado de angustia aguda.
Las crisis pueden ser malinterpretadas por los primeros auxilios y las fuerzas del orden, lo que podría llevar a una escalada de la situación. Es crucial reconocer la diferencia entre las crisis y las rabietas típicas para asegurar una respuesta y un apoyo adecuados. : 2033–2034 